# Chusaris renalis
Chusaris renalis är en fjärilsart som beskrevs av Moore 1882. Chusaris renalis ingår i släktet Chusaris och familjen nattflyn. Inga underarter finns listade i Catalogue of Life.